# Lijst van landen in 1991
Hieronder volgt een lijst van landen van de wereld in 1991.

Staatkundige kaart van de wereld in 1991 tot aan de bevrijding van Koeweit

## Uitleg
- Op 1 januari 1991 waren er 169 onafhankelijke staten die door een ruime meerderheid van de overige staten erkend werden: 156 leden van de Verenigde Naties alsmede Andorra[1], Kiribati, Marshalleilanden, Micronesia, Monaco[2], Nauru, Noord-Korea, San Marino, Tonga, Tuvalu, Vaticaanstad, Zuid-Korea en Zwitserland. Door het uiteenvallen van de Sovjet-Unie kwamen in 1991 Armenië, Azerbeidzjan, Estland, Georgië, Kazachstan, Kirgizië, Letland, Litouwen, Moldavië, Oekraïne, Oezbekistan, Rusland, Tadzjikistan, Turkmenistan en Wit-Rusland er als erkende onafhankelijke staten bij. Estland, Letland en Litouwen werden op 17 september lid van de VN, net als Noord-Korea, Zuid-Korea, Micronesia en de Marshalleilanden. Rusland volgde in 1991 de Sovjet-Unie op als VN-lid en Oekraïne en Wit-Rusland waren al lid van de VN voordat ze onafhankelijke staten werden. Koeweit was ook lid van de VN, maar was tot de bevrijding op 27 februari 1991 door Irak geannexeerd.
- Alle de facto onafhankelijke staten zonder ruime internationale erkenning zijn weergegeven onder het kopje niet algemeen erkende landen.
- Afhankelijke gebieden en gebieden die vaak als afhankelijk gebied werden beschouwd, zijn weergegeven onder het kopje niet-onafhankelijke gebieden.
- Autonome gebieden, bezette gebieden, territoriale aanspraken op Antarctica en micronaties zijn niet op deze pagina weergegeven.

## Staatkundige veranderingen in 1991
- 27 februari: Koeweit wordt bevrijd van de Iraakse bezetting. Hiermee komt er een einde aan de Golfoorlog van 1990-1991.[3]
- 11 maart: Litouwen verklaart zich onafhankelijk van de Sovjet-Unie.[4] ook volgen op 9 april Georgië[5], op 20 augustus Estland[6], op 21 augustus Letland[7], op 24 augustus Oekraïne[8], op 25 augustus Wit-Rusland[9], op 27 augustus Moldavië[10], 31 augustus Kirgizië[11], op 1 september Oezbekistan[12], op 9 september Tadzjikistan[13], op 23 september Armenië[14], op 18 oktober Azerbeidzjan[15] en op 27 oktober Turkmenistan.[16]
- 29 april: in Albanië treedt een nieuwe grondwet in werking waardoor de Socialistische Volksrepubliek Albanië wordt vervangen door de Republiek Albanië.[17]
- 18 mei: Somaliland verklaart zich onafhankelijk van Somalië.[18] De onafhankelijkheid wordt internationaal niet erkend.
- 28 mei: met de val van het regime van Mengistu Haile Mariam wordt de officiële naam van Ethiopië verandert van de Democratische Volksrepubliek Ethiopië in Ethiopië.[19]
- 4 juni: tijdens een nationaal congres wordt de officiële naam van Congo-Brazzaville veranderd van "Volksrepubliek Congo" naar "Republiek Congo".[20]
- 25 juni: Kroatië en Slovenië verklaren zich onafhankelijk van Joegoslavië.[21] De internationale erkenning volgt in 1992.
- Juni: de Neutrale Zone tussen Saoedi-Arabië en Irak wordt officieel opgeheven en tussen beide landen verdeeld. Beide landen waren dit al in 1981 overeengekomen, maar het werd pas in 1991 officieel bekendgemaakt.[22][23]
- 21 juli: de Republiek Somalië vervangt de Somalische Democratische Republiek.[24]
- 25 augustus: Transnistrië verklaart zich onafhankelijk van Moldavië en de Sovjet-Unie. De onafhankelijkheidsverklaring wordt internationaal niet erkend, maar de facto is het land wel onafhankelijk.[25]
- 6 september: de Sovjet-Unie erkent de onafhankelijkheid van Estland, Letland en Litouwen.[26]
- 8 september: Macedonië verklaart zich onafhankelijk van Joegoslavië.[27] Erkenning volgt in 1993.
- 1 november: Tsjetsjenië verklaart zich onafhankelijk van de Sovjet-Unie. De onafhankelijkheid wordt door geen enkel land erkend.[28]
- 26 december: het definitieve einde van de Sovjet-Unie: Armenië, Azerbeidzjan, Georgië, Kazachstan, Kirgizië, Moldavië, Oekraïne, Oezbekistan, Rusland, Tadzjikistan, Turkmenistan en Wit-Rusland worden als onafhankelijke landen erkend.[29]

## Algemeen erkende landen

### A
| Korte landsnaam (Nederlands)     | Officiële landsnaam (Nederlands)                                                        | Korte landsnaam (oorspronkelijke taal/talen) |
| -------------------------------- | --------------------------------------------------------------------------------------- | -------------------------------------------- |
| Afghanistan                      | Republiek Afghanistan                                                                   | Dari en Pasjtoe: Afghānestān / افغانستان     |
| Albanië                          | Socialistische Volksrepubliek Albanië (tot 29 april) Republiek Albanië (vanaf 29 april) | Albanees: Shqipëria                          |
| Algerije                         | Democratische Volksrepubliek Algerije                                                   | Arabisch: al-Jazā'ir / الجزائر               |
| Andorra                          | Vorstendom Andorra                                                                      | Catalaans: Andorra                           |
| Angola                           | Volksrepubliek Angola                                                                   | Portugees: Angola                            |
| Antigua en Barbuda               | Antigua en Barbuda                                                                      | Engels: Antigua and Barbuda                  |
| Argentinië                       | Argentijnse Republiek                                                                   | Spaans: Argentina                            |
| Armenië (vanaf 26 december)      | Republiek Armenië                                                                       | Armeens: Hayastan / Հայաստան                 |
| Australië                        | Gemenebest Australië                                                                    | Engels: Australia                            |
| Azerbeidzjan (vanaf 26 december) | Republiek Azerbeidzjan                                                                  | Azerbeidzjaans: Azərbaycan                   |

### B
| Korte landsnaam (Nederlands) | Officiële landsnaam (Nederlands) | Korte landsnaam (oorspronkelijke taal/talen)      |
| ---------------------------- | -------------------------------- | ------------------------------------------------- |
| Bahama's                     | Gemenebest van de Bahama's       | Engels: The Bahamas                               |
| Bahrein                      | Staat Bahrein                    | Arabisch: al-Baḥrayn / البحرين                    |
| Bangladesh                   | Volksrepubliek Bangladesh        | Bengaals: Bānglādesh / বাংলাদেশ                       |
| Barbados                     | Barbados                         | Engels: Barbados                                  |
| België                       | Koninkrijk België                | Duits: Belgien Frans: Belgique Nederlands: België |
| Belize                       | Belize                           | Engels: Belize                                    |
| Benin                        | Republiek Benin                  | Frans: Bénin                                      |
| Bhutan                       | Koninkrijk Bhutan                | Dzongkha: Druk Yul / འབྲུག་ཡུལ་                      |
| Bolivia                      | Republiek Bolivia                | Aymara: Wuliwya Quechua: Bulibiya Spaans: Bolivia |
| Botswana                     | Republiek Botswana               | Engels: Botswana                                  |
| Brazilië                     | Federale Republiek Brazilië      | Portugees: Brasil                                 |
| Brunei                       | Staat Brunei Darussalam          | Maleis: Brunei                                    |
| Bulgarije                    | Republiek Bulgarije              | Bulgaars: Bălgarija / България                    |
| Burkina Faso                 | Burkina Faso                     | Frans: Burkina Faso                               |
| Burundi                      | Republiek Burundi                | Frans: Burundi Kirundi: Uburundi                  |

### C
| Korte landsnaam (Nederlands)        | Officiële landsnaam (Nederlands)                                   | Korte landsnaam (oorspronkelijke taal/talen)                         |
| ----------------------------------- | ------------------------------------------------------------------ | -------------------------------------------------------------------- |
| Betwist door 2 regeringen Cambodja  | Nationale Regering van Cambodja Staat Cambodja                     | Khmer: Kampuchéa / កម្ពុជា                                              |
| Canada                              | Canada                                                             | Engels en Frans: Canada                                              |
| Centraal-Afrikaanse Republiek       | Centraal-Afrikaanse Republiek                                      | Frans: République Centrafricaine Sango: Ködörösêse tî Bêafrîka       |
| Chili                               | Republiek Chili                                                    | Spaans: Chile                                                        |
| China                               | Volksrepubliek China                                               | Standaardmandarijn: Zhongguo / 中国                                  |
| Colombia                            | Republiek Colombia                                                 | Spaans: Colombia                                                     |
| Comoren                             | Federale Islamitische Republiek der Comoren                        | Arabisch: Juzur al-Qamar / جزر القمر Comorees: Komori Frans: Comores |
| (tot 10 juni) Congo (vanaf 10 juni) | Volksrepubliek Congo (tot 10 juni) Republiek Congo (vanaf 10 juni) | Frans: Congo                                                         |
| Costa Rica                          | Republiek Costa Rica                                               | Spaans: Costa Rica                                                   |
| Cuba                                | Republiek Cuba                                                     | Spaans: Cuba                                                         |
| Cyprus                              | Republiek Cyprus                                                   | Grieks: Kypros / Κυπρος Turks: Kıbrıs                                |

### D
| Korte landsnaam (Nederlands) | Officiële landsnaam (Nederlands) | Korte landsnaam (oorspronkelijke taal/talen) |
| ---------------------------- | -------------------------------- | -------------------------------------------- |
| Denemarken                   | Koninkrijk Denemarken            | Deens: Danmark                               |
| Djibouti                     | Republiek Djibouti               | Arabisch: Jībūtī / جيبوتي Frans: Djibouti    |
| Dominica                     | Gemenebest Dominica              | Engels: Dominica                             |
| Dominicaanse Republiek       | Dominicaanse Republiek           | Spaans: República Dominicana                 |
| Duitsland                    | Bondsrepubliek Duitsland         | Duits: Deutschland                           |

### E
| Korte landsnaam (Nederlands)         | Officiële landsnaam (Nederlands)                                           | Korte landsnaam (oorspronkelijke taal/talen)        |
| ------------------------------------ | -------------------------------------------------------------------------- | --------------------------------------------------- |
| Ecuador                              | Republiek Ecuador                                                          | Spaans: Ecuador                                     |
| Egypte                               | Arabische Republiek Egypte                                                 | Arabisch: Mişr / مصر                                |
| El Salvador                          | Republiek El Salvador                                                      | Spaans: El Salvador                                 |
| Equatoriaal-Guinea                   | Republiek Equatoriaal-Guinea                                               | Frans: Guinée Équatoriale Spaans: Guinea Ecuatorial |
| Estland (vanaf 6 september)          | Republiek Estland                                                          | Estisch: Eesti                                      |
| Ethiopië (tot 28 mei) (vanaf 28 mei) | Democratische Volksrepubliek Ethiopië (tot 28 mei) Ethiopië (vanaf 28 mei) | Amhaars: Ītyop'iya / ኢትዮጵያ                          |

### F
| Korte landsnaam (Nederlands) | Officiële landsnaam (Nederlands)        | Korte landsnaam (oorspronkelijke taal/talen)              |
| ---------------------------- | --------------------------------------- | --------------------------------------------------------- |
| Fiji                         | Soevereine Democratische Republiek Fiji | Engels: Fiji Fijisch: Viti Fijisch-Hindoestani: Fiji / फ़िजी |
| Filipijnen                   | Republiek der Filipijnen                | Engels: Philippines Filipijns: Pilipinas                  |
| Finland                      | Republiek Finland                       | Fins: Suomi Zweeds: Finland                               |
| Frankrijk                    | Franse Republiek                        | Frans: France                                             |

### G
| Korte landsnaam (Nederlands) | Officiële landsnaam (Nederlands) | Korte landsnaam (oorspronkelijke taal/talen) |
| ---------------------------- | -------------------------------- | -------------------------------------------- |
| Gabon                        | Republiek Gabon                  | Frans: Gabon                                 |
| Gambia                       | Republiek Gambia                 | Engels: The Gambia                           |
| Georgië (vanaf 26 december)  | Republiek Georgië                | Georgisch: Sak'art'velo / საქართველო         |
| Ghana                        | Republiek Ghana                  | Engels: Ghana                                |
| Grenada                      | Grenada                          | Engels: Grenada                              |
| Griekenland                  | Helleense Republiek              | Grieks: Hellas / 'Ελλας                      |
| Guatemala                    | Republiek Guatemala              | Spaans: Guatemala                            |
| Guinee                       | Republiek Guinee                 | Frans: Guinée                                |
| Guinee-Bissau                | Republiek Guinee-Bissau          | Portugees: Guiné-Bissau                      |
| Guyana                       | Coöperatieve Republiek Guyana    | Engels: Guyana                               |

### H
| Korte landsnaam (Nederlands) | Officiële landsnaam (Nederlands) | Korte landsnaam (oorspronkelijke taal/talen) |
| ---------------------------- | -------------------------------- | -------------------------------------------- |
| Haïti                        | Republiek Haïti                  | Frans: Haïti Haïtiaans-Creools: Ayiti        |
| Honduras                     | Republiek Honduras               | Spaans: Honduras                             |
| Hongarije                    | Republiek Hongarije              | Hongaars: Magyarország                       |

### I
| Korte landsnaam (Nederlands)             | Officiële landsnaam (Nederlands) | Korte landsnaam (oorspronkelijke taal/talen)            |
| ---------------------------------------- | -------------------------------- | ------------------------------------------------------- |
| Ierland                                  | Ierland                          | Engels: Ireland Iers: Éire                              |
| IJsland                                  | IJsland                          | IJslands: Ísland                                        |
| India                                    | Republiek India                  | Engels: India Hindi: Bhārat / भारत                       |
| Indonesië                                | Republiek Indonesië              | Indonesisch: Indonesia                                  |
| (tot 13 januari) Irak (vanaf 13 januari) | Republiek Irak                   | Arabisch: al-ʿIrāq / العراق                             |
| Iran                                     | Islamitische Republiek Iran      | Perzisch: Īrān / ایران                                  |
| Israël                                   | Staat Israël                     | Arabisch: Isrāʾīl / اسرائيل Hebreeuws: Yisra'el / ישראל |
| Italië                                   | Italiaanse Republiek             | Italiaans: Italia                                       |
| Ivoorkust                                | Republiek Ivoorkust              | Frans: Côte d'Ivoire                                    |

### J
| Korte landsnaam (Nederlands) | Officiële landsnaam (Nederlands)              | Korte landsnaam (oorspronkelijke taal/talen)                                    |
| ---------------------------- | --------------------------------------------- | ------------------------------------------------------------------------------- |
| Jamaica                      | Jamaica                                       | Engels: Jamaica                                                                 |
| Japan                        | Japan                                         | Japans: Nihon / 日本                                                            |
| Jemen                        | Republiek Jemen                               | Arabisch: al-Yaman / اليمن                                                      |
| Joegoslavië                  | Socialistische Federale Republiek Joegoslavië | Macedonisch en Servo-Kroatisch: Jugoslavija / Југославија Sloveens: Jugoslavija |
| Jordanië                     | Hasjemitisch Koninkrijk Jordanië              | Arabisch: al-ʾUrdun / الأردن                                                    |

### K
| Korte landsnaam (Nederlands)   | Officiële landsnaam (Nederlands) | Korte landsnaam (oorspronkelijke taal/talen)                    |
| ------------------------------ | -------------------------------- | --------------------------------------------------------------- |
| Kaapverdië                     | Republiek Kaapverdië             | Portugees: Cabo Verde                                           |
| Kameroen                       | Republiek Kameroen               | Engels: Cameroon Frans: Cameroun                                |
| Kazachstan (vanaf 26 december) | Republiek Kazachstan             | Kazachs: Qazaqstan / Қазақстан Russisch: Kazachstan / Казахстан |
| Kenia                          | Republiek Kenia                  | Engels en Swahili: Kenya                                        |
| Kirgizië (vanaf 26 december)   | Republiek Kirgizië               | Kirgizisch: Kyrgyzstan / Кыргызстан                             |
| Kiribati                       | Republiek Kiribati               | Engels en Kiribatisch: Kiribati                                 |
| Koeweit (vanaf 27 februari)    | Staat Koeweit                    | Arabisch: al-Kuwayt / الكويت                                    |

### L
| Korte landsnaam (Nederlands) | Officiële landsnaam (Nederlands)                         | Korte landsnaam (oorspronkelijke taal/talen)              |
| ---------------------------- | -------------------------------------------------------- | --------------------------------------------------------- |
| Laos                         | Democratische Volksrepubliek Laos                        | Laotiaans: Lao / ນລາວ                                     |
| Lesotho                      | Koninkrijk Lesotho                                       | Engels en Zuid-Sotho: Lesotho                             |
| Letland (vanaf 6 september)  | Republiek Letland                                        | Lets: Latvija                                             |
| Libanon                      | Republiek Libanon                                        | Arabisch: Lubnan / البنانيّة                               |
| Liberia                      | Republiek Liberia                                        | Engels: Liberia                                           |
| Libië                        | Grote Libisch-Arabische Socialistische Volks-Jamahiriyah | Arabisch: Lībīyah / الليبية                               |
| Liechtenstein                | Vorstendom Liechtenstein                                 | Duits: Liechtenstein                                      |
| Litouwen (vanaf 6 september) | Republiek Litouwen                                       | Litouws: Lietuva                                          |
| Luxemburg                    | Groothertogdom Luxemburg                                 | Duits: Luxemburg Frans: Luxembourg Luxemburgs: Lëtzebuerg |

### M
| Korte landsnaam (Nederlands) | Officiële landsnaam (Nederlands)   | Korte landsnaam (oorspronkelijke taal/talen)        |
| ---------------------------- | ---------------------------------- | --------------------------------------------------- |
| Madagaskar                   | Democratische Republiek Madagaskar | Frans: Madagascar Plateaumalagasi: Madagasikara     |
| Malawi                       | Republiek Malawi                   | Engels: Malawi Nyanja: Malaŵi                       |
| Malediven                    | Republiek der Maldiven             | Divehi: Dhivehi Raajje / ގުޖޭއްރާ ޔާއްރިހޫމްޖު                |
| Maleisië                     | Maleisië                           | Maleis: Malaysia                                    |
| Mali                         | Republiek Mali                     | Frans: Mali                                         |
| Malta                        | Republiek Malta                    | Maltees: Malta                                      |
| Marokko                      | Koninkrijk Marokko                 | Arabisch: al-Maghrib / المغرب                       |
| Marshalleilanden             | Republiek der Marshalleilanden     | Engels: Marshall Islands Marshallees: Aorōkin M̧ajeļ |
| Mauritanië                   | Islamitische Republiek Mauritanië  | Arabisch: Mūrītāniyyā / موريتانيا                   |
| Mauritius                    | Mauritius                          | Engels: Mauritius                                   |
| Mexico                       | Verenigde Mexicaanse Staten        | Spaans: México                                      |
| Micronesië                   | Federale Staten van Micronesia     | Engels: Micronesia                                  |
| Moldavië (vanaf 26 december) | Republiek Moldavië                 | Moldavisch: Moldova                                 |
| Monaco                       | Vorstendom Monaco                  | Frans: Monaco                                       |
| Mongolië                     | Volksrepubliek Mongolië            | Mongools: Mongol Uls / Монгол Улс /                 |
| Mozambique                   | Republiek Mozambique               | Portugees: Moçambique                               |
| Myanmar                      | Unie van Myanmar                   | Birmees: Myanma /                                   |

### N
| Korte landsnaam (Nederlands) | Officiële landsnaam (Nederlands)   | Korte landsnaam (oorspronkelijke taal/talen) |
| ---------------------------- | ---------------------------------- | -------------------------------------------- |
| Namibië                      | Republiek Namibië                  | Engels: Namibia                              |
| Nauru                        | Republiek Nauru                    | Engels: Nauru Nauruaans: Naoero              |
| Nederland                    | Koninkrijk der Nederlanden         | Nederlands: Nederland                        |
| Nepal                        | Koninkrijk Nepal                   | Nepalees: Nepal / नेपाल                        |
| Nicaragua                    | Republiek Nicaragua                | Spaans: Nicaragua                            |
| Nieuw-Zeeland                | Nieuw-Zeeland                      | Engels: New Zealand Maori: Aotearoa          |
| Niger                        | Republiek Niger                    | Frans: Niger                                 |
| Nigeria                      | Federale Republiek Nigeria         | Engels: Nigeria                              |
| Noord-Korea                  | Democratische Volksrepubliek Korea | Koreaans: Chosŏn / 조선                      |
| Noorwegen                    | Koninkrijk Noorwegen               | Bokmål: Norge Nynorsk: Noreg                 |

### O
| Korte landsnaam (Nederlands)    | Officiële landsnaam (Nederlands) | Korte landsnaam (oorspronkelijke taal/talen) |
| ------------------------------- | -------------------------------- | -------------------------------------------- |
| Oeganda                         | Republiek Oeganda                | Engels: Uganda                               |
| Oekraïne (vanaf 26 december)    | Oekraïne                         | Oekraïens: Ukrajina / Україна                |
| Oezbekistan (vanaf 26 december) | Republiek Oezbekistan            | Oezbeeks: O'zbekiston                        |
| Oman                            | Sultanaat Oman                   | Arabisch: ʿUmān / عُمان                       |
| Oostenrijk                      | Republiek Oostenrijk             | Duits: Österreich                            |

### P
| Korte landsnaam (Nederlands) | Officiële landsnaam (Nederlands)         | Korte landsnaam (oorspronkelijke taal/talen)                               |
| ---------------------------- | ---------------------------------------- | -------------------------------------------------------------------------- |
| Pakistan                     | Islamitische Republiek Pakistan          | Engels: Pakistan Urdu: Pākistān / پاکستان                                  |
| Panama                       | Republiek Panama                         | Spaans: Panamá                                                             |
| Papoea-Nieuw-Guinea          | Onafhankelijke Staat Papoea-Nieuw-Guinea | Engels: Papua New Guinea Hiri Motu: Papu Niu Gini Tok Pisin: Papua Niugini |
| Paraguay                     | Republiek Paraguay                       | Spaans: Paraguay                                                           |
| Peru                         | Republiek Peru                           | Spaans: Perú                                                               |
| Polen                        | Republiek Polen                          | Pools: Polska                                                              |
| Portugal                     | Portugese Republiek                      | Portugees: Portugal                                                        |

### Q
| Korte landsnaam (Nederlands) | Officiële landsnaam (Nederlands) | Korte landsnaam (oorspronkelijke taal/talen) |
| ---------------------------- | -------------------------------- | -------------------------------------------- |
| Qatar                        | Staat Qatar                      | Arabisch: Qatar / قطر                        |

### R
| Korte landsnaam (Nederlands) | Officiële landsnaam (Nederlands) | Korte landsnaam (oorspronkelijke taal/talen) |
| ---------------------------- | -------------------------------- | -------------------------------------------- |
| Roemenië                     | Roemenië                         | Roemeens: România                            |
| Rusland (vanaf 26 december)  | Russische Federatie              | Russisch: Rossija / Россия                   |
| Rwanda                       | Republiek Rwanda                 | Engels, Frans en Kinyarwanda: Rwanda         |

### S
| Korte landsnaam (Nederlands)   | Officiële landsnaam (Nederlands)                                                | Korte landsnaam (oorspronkelijke taal/talen)                                               |
| ------------------------------ | ------------------------------------------------------------------------------- | ------------------------------------------------------------------------------------------ |
| Saint Kitts en Nevis           | Federatie van Saint Kitts en Nevis                                              | Engels: Saint Kitts and Nevis                                                              |
| Saint Lucia                    | Saint Lucia                                                                     | Engels: Saint Lucia                                                                        |
| Saint Vincent en de Grenadines | Saint Vincent en de Grenadines                                                  | Engels: Saint Vincent and the Grenadines                                                   |
| Salomonseilanden               | Salomonseilanden                                                                | Engels: Solomon Islands                                                                    |
| San Marino                     | Republiek San Marino                                                            | Italiaans: San Marino                                                                      |
| Sao Tomé en Principe           | Democratische Republiek Sao Tomé en Principe                                    | Portugees: São Tomé e Príncipe                                                             |
| Saoedi-Arabië                  | Koninkrijk Saoedi-Arabië                                                        | Arabisch: al-ʿArabiya as-Saʿūdiyya / العربيّة السعودية                                      |
| Senegal                        | Republiek Senegal                                                               | Frans: Sénégal                                                                             |
| Seychellen                     | Republiek der Seychellen                                                        | Engels en Frans: Seychelles Seychellencreools: Sesel                                       |
| Sierra Leone                   | Republiek Sierra Leone                                                          | Engels: Sierra Leone                                                                       |
| Singapore                      | Republiek Singapore                                                             | Engels: Singapore Maleis: Singapura Mandarijn: Xinjiapo / 新加坡 Tamil: Čiṅkappūr / சிங்கப்பூர் |
| Soedan                         | Republiek Soedan                                                                | Arabisch: as-Sūdān / السودان                                                               |
| Somalië                        | Democratische Republiek Somalië (tot 21 juli) Republiek Somalië (vanaf 21 juli) | Arabisch: Aṣ-Ṣūmāl / الصومال Somalisch: Soomaaliya                                         |
| Sovjet-Unie (tot 26 december)  | Unie van Socialistische Sovjetrepublieken (USSR)                                | Russisch: Sovjetski Sojoez / Советский Союз                                                |
| Spanje                         | Koninkrijk Spanje                                                               | Spaans: España                                                                             |
| Sri Lanka                      | Democratische Socialistische Republiek Sri Lanka                                | Singalees: Srī Lankā / ශ්‍රී ලංකා Tamil: Llankai / இலங்கை                                          |
| Suriname                       | Republiek Suriname                                                              | Nederlands: Suriname                                                                       |
| Swaziland                      | Koninkrijk Swaziland                                                            | Engels: Swaziland Swazi: eSwatini                                                          |
| Syrië                          | Arabische Republiek Syrië                                                       | Arabisch: Sūrīyā / سوريا                                                                   |

### T
| Korte landsnaam (Nederlands)     | Officiële landsnaam (Nederlands)            | Korte landsnaam (oorspronkelijke taal/talen)         |
| -------------------------------- | ------------------------------------------- | ---------------------------------------------------- |
| Tadzjikistan (vanaf 26 december) | Republiek Tadzjikistan                      | Tadzjieks: Tojikistan / Тоҷикистон                   |
| Tanzania                         | Verenigde Republiek Tanzania                | Engels en Swahili: Tanzania                          |
| Thailand                         | Koninkrijk Thailand                         | Thai: Prathet Thai / ประเทศไทย                       |
| Togo                             | Republiek Togo                              | Frans: Togo                                          |
| Tonga                            | Koninkrijk Tonga                            | Engels en Tongaans: Tonga                            |
| Trinidad en Tobago               | Republiek Trinidad en Tobago                | Engels: Trinidad and Tobago                          |
| Tsjaad                           | Republiek Tsjaad                            | Arabisch: Tšād / تشاد Frans: Tchad                   |
| Tsjecho-Slowakije                | Tsjechische en Slowaakse Federale Republiek | Slowaaks: Česko-Slovensko Tsjechisch: Československo |
| Tunesië                          | Republiek Tunesië                           | Arabisch: Tūnis / تونس                               |
| Turkije                          | Republiek Turkije                           | Turks: Türkiye                                       |
| Turkmenistan (vanaf 26 december) | Turkmenistan                                | Turkmeens: Türkmenistan                              |
| Tuvalu                           | Tuvalu                                      | Engels en Tuvaluaans: Tuvalu                         |

### U
| Korte landsnaam (Nederlands) | Officiële landsnaam (Nederlands)    | Korte landsnaam (oorspronkelijke taal/talen) |
| ---------------------------- | ----------------------------------- | -------------------------------------------- |
| Uruguay                      | Republiek ten oosten van de Uruguay | Spaans: Uruguay                              |

### V
| Korte landsnaam (Nederlands) | Officiële landsnaam (Nederlands)                          | Korte landsnaam (oorspronkelijke taal/talen)                              |
| ---------------------------- | --------------------------------------------------------- | ------------------------------------------------------------------------- |
| Vanuatu                      | Republiek Vanuatu                                         | Bislama, Engels en Frans: Vanuatu                                         |
| Vaticaanstad                 | Staat Vaticaanstad                                        | Italiaans: Città del Vaticano                                             |
| Venezuela                    | Verenigde Staten van Venezuela                            | Spaans: Venezuela                                                         |
| Verenigd Koninkrijk          | Verenigd Koninkrijk van Groot-Brittannië en Noord-Ierland | Engels: United Kingdom                                                    |
| Verenigde Arabische Emiraten | Verenigde Arabische Emiraten (VAE)                        | Arabisch: Al-ʾImārāt al-ʿArabiyya al-Muttaḥida / الإمارات العربيّة المتّحدة |
| Verenigde Staten             | Verenigde Staten van Amerika                              | Engels: United States                                                     |
| Vietnam                      | Socialistische Republiek Vietnam                          | Vietnamees: Việt Nam                                                      |

### W
| Korte landsnaam (Nederlands)    | Officiële landsnaam (Nederlands) | Korte landsnaam (oorspronkelijke taal/talen)   |
| ------------------------------- | -------------------------------- | ---------------------------------------------- |
| West-Samoa                      | Onafhankelijke Staat West-Samoa  | Engels: Western Samoa Samoaans: Sāmoa i Sisifo |
| Wit-Rusland (vanaf 26 december) | Republiek Belarus                | Russisch en Wit-Russisch: Belarus / Беларусь   |

### Z
| Korte landsnaam (Nederlands) | Officiële landsnaam (Nederlands) | Korte landsnaam (oorspronkelijke taal/talen)     |
| ---------------------------- | -------------------------------- | ------------------------------------------------ |
| Zaïre                        | Republiek Zaïre                  | Frans: Zaïre                                     |
| Zambia                       | Republiek Zambia                 | Engels: Zambia                                   |
| Zimbabwe                     | Republiek Zimbabwe               | Engels, Noord-Ndebele en Shona: Zimbabwe         |
| Zuid-Afrika                  | Republiek Zuid-Afrika            | Afrikaans: Suid-Afrika Engels: South Africa      |
| Zuid-Korea                   | Republiek Korea                  | Koreaans: Han Kuk / 한국                         |
| Zweden                       | Koninkrijk Zweden                | Zweeds: Sverige                                  |
| Zwitserland                  | Zwitserse Bondsstaat             | Duits: Schweiz Frans: Suisse Italiaans: Svizzera |

## Niet algemeen erkende landen
In onderstaande lijst zijn landen opgenomen die een ruime internationale erkenning misten, maar wel de facto onafhankelijk waren en de onafhankelijkheid hadden uitgeroepen. Merk op dat de Republiek Servisch Krajina sinds 1991 ook de facto onafhankelijk was en zich onafhankelijk van Kroatië had verklaard. Deze is echter niet in onderstaande lijst opgenomen, omdat het claimde deel uit te maken van Joegoslavië.
| Korte landsnaam (Nederlands)                                                                                      | Officiële landsnaam (Nederlands)         | Korte landsnaam (oorspronkelijke taal/talen) |
| --- | ---------------------------------------- | --- |
| ADRS | Arabische Democratische Republiek Sahara | Arabisch: al-Jumhūrīya al-ʿArabīya aṣ-Ṣaḥrāwīya ad-Dīmuqrāṭīya / الجمهورية العربية الصحراوية الديمقراطية Spaans: República Árabe Saharaui Democrática |
| Armenië (van 23 september tot 26 december)                                                                        | Republiek Armenië                        | Armeens: Hayastan / Հայաստան |
| Azerbeidzjan (van 18 oktober tot 26 december)                                                                     | Republiek Azerbeidzjan                   | Azerbeidzjaans: Azərbaycan |
| Bophuthatswana | Republiek Bophuthatswana                 | Tswana: Bophuthatswana |
| Bougainville | Onafhankelijke Republiek Me'ekamui       | Engels: Bougainville / North Solomons |
| Ciskei | Republiek Ciskei                         | Xhosa: iCiskei |
| Estland (van 20 augustus tot 6 september)                                                                         | Republiek Estland                        | Estisch: Eesti |
| Georgië (van 9 april tot 26 december)                                                                             | Republiek Georgië                        | Georgisch: Sak'art'velo / საქართველო |
| Kirgizië (van 31 augustus tot 26 december)                                                                        | Kirgizische Republiek                    | Kirgizisch: Kyrgyzstan / Кыргызстан |
| (tot 22 december) Kroatië (vanaf 25 juni) (vanaf 22 december)                                                     | Republiek Kroatië                        | Kroatisch: Hrvatska |
| Letland (van 21 augustus tot 6 september)                                                                         | Republiek Letland                        | Lets: Latvija |
| Litouwen (van 11 maart tot 6 september)                                                                           | Republiek Litouwen                       | Litouws: Lietuva |
| Macedonië (vanaf 13 augustus)                                                                                     | Republiek Macedonië                      | Macedonisch: Makedonija / Македонија |
| Moldavië (van 27 augustus tot 26 december)                                                                        | Republiek Moldavië                       | Moldavisch: Moldova |
| Oekraïne (van 24 augustus tot 26 december)                                                                        | Oekraïne                                 | Oekraïens: Ukrajina / Україна |
| (van 1 september tot 18 november) Oezbekistan (van 1 september tot 26 december) (van 18 november tot 26 december) | Republiek Oezbekistan                    | Oezbeeks: O'zbekiston |
| Noord-Cyprus | Turkse Republiek Noord-Cyprus            | Turks: Kuzey Kıbrıs |
| Palestina | Staat Palestina                          | Arabisch: Filasṭīn / فلسطين |
| Slovenië (vanaf 25 juni)                                                                                          | Republiek Slovenië                       | Sloveens: Slovenija |
| Somaliland (vanaf 18 mei)                                                                                         | Republiek Somaliland                     | Arabisch: ʾArḍ aṣ-Ṣūmāl / أرض الصومال Engels: Somaliland Somalisch: Soomaaliland                                                                      |
| Tadzjikistan (van 9 september tot 26 december)                                                                    | Republiek Tadzjikistan                   | Tadzjieks: Tojikistan / Тоҷикистон |
| Taiwan | Republiek China                          | Standaardmandarijn: Taiwan / 台湾 (officieel: Chunghua Minkuo / 中華民國)                                                                             |
| Transkei | Republiek Transkei                       | Xhosa: iTranskei |
| Transnistrië (vanaf 25 augustus)                                                                                  | Pridnestrovische Moldavische Republiek   | Moldavisch: Transnistria / Транснистря Oekraïens: Pridnistrovja / Придністров'я Russisch: Pridnestrovje / Приднестровье                               |
| Tsjetsjenië (vanaf 1 november)                                                                                    | Tsjetsjeense Republiek                   | Russisch: Chechnya / Чечня́ Tsjetsjeens: Noxçiyçö / Нохчийчоь                                                                                          |
| Turkmenistan (van 27 oktober tot 26 december)                                                                     | Turkmenistan                             | Turkmeens: Türkmenistan |
| Venda | Republiek Venda                          | Venda: Venḓa |
| Wit-Rusland (van 25 augustus tot 26 december)                                                                     | Republiek Belarus                        | Russisch en Wit-Russisch: Belarus / Беларусь |

## Niet-onafhankelijke gebieden
Hieronder staat een lijst van niet-onafhankelijke gebieden, waaronder afhankelijk gebieden.

### Amerikaanse niet-onafhankelijke gebieden
De Amerikaanse Maagdeneilanden, Guam, de Noordelijke Marianen en Puerto Rico waren organized unincorporated territories, wat wil zeggen dat het afhankelijke gebieden waren van de Verenigde Staten met een bepaalde vorm van zelfbestuur. Daarnaast waren er nog een aantal unorganized unincorporated territories: Baker, Howland, Jarvis, Johnston, Kingman, Midway, Navassa en Wake. Deze grotendeels onbewoonde eilandgebieden waren ook afhankelijke gebieden van de VS, maar kenden geen vorm van zelfbestuur. Bajo Nuevo en Serranilla werden door de Verenigde Staten ook geclaimd als unorganized unincorporated territories, maar werden bestuurd door Colombia. Amerikaans-Samoa was officieel ook een unorganized unincorporated territory, maar bezat wel een bepaalde vorm van zelfbestuur. Palmyra was een unorganized incorporated territory en was dus wel een integraal onderdeel was van de Verenigde Staten, maar werd vaak wel als afhankelijk gebied beschouwd. Palau was een trustgebied van de Verenigde Naties onder Amerikaans bestuur.
| Korte landsnaam (Nederlands) | Status                                          | Korte landsnaam (oorspronkelijke taal/talen)                                                |
| ---------------------------- | ----------------------------------------------- | ------------------------------------------------------------------------------------------- |
| Amerikaanse Maagdeneilanden  | Organized unincorporated territory              | Engels: United States Virgin Islands                                                        |
| Amerikaans-Samoa             | Unorganized unincorporated territory            | Engels: American Samoa Samoaans: Amerika Sāmoa                                              |
| Baker                        | Unorganized unincorporated territory            | Engels: Baker Island                                                                        |
| Guam                         | Organized unincorporated territory              | Engels: Guam Chamorro: Guåhan                                                               |
| Howland                      | Unorganized unincorporated territory            | Engels: Howland Island                                                                      |
| Jarvis                       | Unorganized unincorporated territory            | Engels: Jarvis Island                                                                       |
| Johnston                     | Unorganized unincorporated territory            | Engels: Johnston Atoll                                                                      |
| Kingman                      | Unorganized unincorporated territory            | Engels: Kingman Reef                                                                        |
| Midway                       | Unorganized unincorporated territory            | Engels: Midway Islands                                                                      |
| Navassa                      | Unorganized unincorporated territory            | Engels: Navassa Island                                                                      |
| Noordelijke Marianen         | Organized unincorporated territory (Gemenebest) | Caroliniaans: Efáng llól Marianas Chamorro: Notte Mariånas Engels: Northern Mariana Islands |
| Palau                        | Trustgebied                                     | Engels: Palau Palaus: Belau                                                                 |
| Palmyra                      | Unorganized incorporated territory              | Engels: Palmyra Atoll                                                                       |
| Puerto Rico                  | Organized unincorporated territory (Gemenebest) | Engels en Spaans: Puerto Rico                                                               |
| Wake                         | Unorganized unincorporated territory            | Engels: Wake Island                                                                         |

### Australische niet-onafhankelijke gebieden
De zeven externe territoria van Australië werden door de Australische overheid gezien als een integraal onderdeel van Australië, maar werden vaak toch beschouwd als afhankelijke gebieden van Australië. Het Australisch Antarctisch Territorium werd als claim internationaal niet erkend en is derhalve niet in deze lijst opgenomen.
| Korte landsnaam (Nederlands) | Status             | Korte landsnaam (oorspronkelijke taal/talen) |
| ---------------------------- | ------------------ | -------------------------------------------- |
| Ashmore- en Cartiereilanden  | Extern territorium | Engels: Ashmore and Cartier Islands          |
| Christmaseiland              | Extern territorium | Engels: Christmas Island                     |
| Cocoseilanden                | Extern territorium | Engels: Cocos (Keeling) Islands              |
| Heard en McDonaldeilanden    | Extern territorium | Engels: Heard Island and McDonald Islands    |
| Koraalzee-eilanden           | Extern territorium | Engels: Coral Sea Islands                    |
| Norfolk                      | Extern territorium | Engels: Norfolk Island                       |

### Britse niet-onafhankelijke gebieden
De veertien Britse afhankelijke gebieden waren geen integraal onderdeel van het Verenigd Koninkrijk, maar waren hier wel van afhankelijk en vielen onder de Britse soevereiniteit. De claim van het Brits Antarctisch Territorium werd internationaal niet erkend en is dus niet opgenomen. Jersey, Guernsey en Man vielen als Britse Kroonbezittingen niet onder de soevereiniteit van het Verenigd Koninkrijk, maar onder de soevereiniteit van de Britse Kroon en hadden daardoor een andere relatie tot het Verenigd Koninkrijk.
| Korte landsnaam (Nederlands)                   | Status             | Korte landsnaam (oorspronkelijke taal/talen)                                        |
| ---------------------------------------------- | ------------------ | ----------------------------------------------------------------------------------- |
| Akrotiri en Dhekelia                           | Afhankelijk gebied | Engels: Akrotiri and Dhekelia Grieks: Akrotiri kai Dhekelia / Ακρωτήρι και Δεκέλεια |
| Anguilla                                       | Afhankelijk gebied | Engels: Anguilla                                                                    |
| Bermuda                                        | Afhankelijk gebied | Engels: Bermuda                                                                     |
| Brits Indische Oceaanterritorium               | Afhankelijk gebied | Engels: British Indian Ocean Territory                                              |
| Britse Maagdeneilanden                         | Afhankelijk gebied | Engels: British Virgin Islands                                                      |
| Falklandeilanden                               | Afhankelijk gebied | Engels: Falkland Islands                                                            |
| Gibraltar                                      | Afhankelijk gebied | Engels: Gibraltar                                                                   |
| Guernsey                                       | Brits Kroonbezit   | Engels: Guernsey Frans: Guernesey                                                   |
| Hongkong                                       | Afhankelijk gebied | Engels: Hong Kong Kantonees: Hong Kong / 香港                                       |
| Jersey                                         | Brits Kroonbezit   | Engels en Frans: Jersey                                                             |
| Kaaimaneilanden                                | Afhankelijk gebied | Engels: Cayman Islands                                                              |
| Man                                            | Brits Kroonbezit   | Engels: Isle of Man Manx-Gaelisch: Ellan Vannin                                     |
| Montserrat                                     | Afhankelijk gebied | Engels: Montserrat                                                                  |
| Pitcairneilanden                               | Afhankelijk gebied | Engels: Pitcairn Islands Pitcairnees: Pitkern Ailen                                 |
| Sint-Helena                                    | Afhankelijk gebied | Engels: Saint Helena                                                                |
| Turks- en Caicoseilanden                       | Afhankelijk gebied | Engels: Turks and Caicos Islands                                                    |
| Zuid-Georgia en de Zuidelijke Sandwicheilanden | Afhankelijk gebied | Engels: South Georgia and the South Sandwich Islands                                |

### Deense niet-onafhankelijke gebieden
Faeröer en Groenland waren autonome provincies van Denemarken en maakten eigenlijk integraal deel uit van dat land, maar vaak werden ze beschouwd als afhankelijke gebieden met een grote vorm van autonomie.
| Korte landsnaam (Nederlands) | Status             | Korte landsnaam (oorspronkelijke taal/talen) |
| ---------------------------- | ------------------ | -------------------------------------------- |
| Faeröer                      | Autonome provincie | Deens: Færøerne Faeröers: Føroyar            |
| Groenland                    | Autonome provincie | Deens: Grønland Groenlands: Kalaallit Nunaat |

### Finse niet-onafhankelijke gebieden
Åland maakte eigenlijk integraal onderdeel uit van Finland, maar heeft sinds de Vrede van Parijs (1856) een internationaal erkende speciale status met grote autonomie.
| Korte landsnaam (Nederlands) | Status          | Korte landsnaam (oorspronkelijke taal/talen) |
| ---------------------------- | --------------- | -------------------------------------------- |
| Åland                        | Autonoom gebied | Zweeds: Åland                                |

### Franse niet-onafhankelijke gebieden
Alle Franse overzeese gebieden maakten integraal onderdeel uit van Frankrijk en het land kende dus officieel geen afhankelijke gebieden. De Franse overzeese gebieden werden echter wel vaak als zodanig beschouwd, al werden soms alleen de overzeese gebieden die geen overzees departement waren, beschouwd als afhankelijke gebieden. Voor de volledigheid zijn hier alle Franse overzeese gebieden opgenomen. De Franse Zuidelijke en Antarctische Gebieden bestonden uit vier districten: Saint-Paul en Amsterdam, de Crozeteilanden, de Kerguelen en Adélieland. De Antarctische claim op Adélieland werd internationaal niet erkend. Het bestuur van de Verspreide Eilanden in de Indische Oceaan viel onder de verantwoordelijkheid van Réunion en daarom is dit gebied niet apart in de lijst opgenomen.
| Korte landsnaam (Nederlands) | Status                                  | Korte landsnaam (oorspronkelijke taal/talen)       |
| ---------------------------- | --------------------------------------- | -------------------------------------------------- |
| Clipperton                   | Overzeese bezitting                     | Frans: Île Clipperton                              |
| Franse Zuidelijke Gebieden   | Overzees territorium                    | Frans: Terres australes et antarctiques françaises |
| Frans-Guyana                 | Overzeese regio en overzees departement | Frans: Guyane                                      |
| Frans-Polynesië              | Overzees territorium                    | Frans: Polynésie française                         |
| Guadeloupe                   | Overzeese regio en overzees departement | Frans: Guadeloupe                                  |
| Martinique                   | Overzeese regio en overzees departement | Frans: Martinique                                  |
| Mayotte                      | Territoriale gemeenschap                | Frans: Mayotte                                     |
| Nieuw-Caledonië              | Overzees territorium                    | Frans: Nouvelle-Calédonie                          |
| Réunion                      | Overzeese regio en overzees departement | Frans: Réunion                                     |
| Saint-Pierre en Miquelon     | Overzees territorium sui generis        | Frans: Saint-Pierre et Miquelon                    |
| Wallis en Futuna             | Overzees territorium                    | Frans: Wallis-et-Futuna                            |

### Nederlandse niet-onafhankelijke gebieden
Het Koninkrijk der Nederlanden bestond uit drie gelijkwaardige landen: Nederland, Aruba en de Nederlandse Antillen. Deze laatste twee waren dus officieel geen afhankelijke gebieden van Nederland, maar werden vaak toch als zodanig gezien.
| Korte landsnaam (Nederlands) | Status               | Korte landsnaam (oorspronkelijke taal/talen)                                             |
| ---------------------------- | -------------------- | ---------------------------------------------------------------------------------------- |
| Aruba                        | Land (status aparte) | Nederlands en Papiaments: Aruba                                                          |
| Nederlandse Antillen         | Land                 | Engels: Netherlands Antilles Nederlands: Nederlandse Antillen Papiaments: Antia Hulandes |

### Nieuw-Zeelandse niet-onafhankelijke gebieden
De Cookeilanden en Niue waren zelfbesturende gebieden in vrije associatie met Nieuw-Zeeland en werden soms als onafhankelijke landen gezien.
| Korte landsnaam (Nederlands) | Status             | Korte landsnaam (oorspronkelijke taal/talen)       |
| ---------------------------- | ------------------ | -------------------------------------------------- |
| Cookeilanden                 | Vrije associatie   | Engels: Cook Islands Cookeilandmaori: Kūki 'Āirani |
| Niue                         | Vrije associatie   | Engels: Niue Niuees: Niuē Fekai                    |
| Tokelau                      | Afhankelijk gebied | Engels: Tokelau                                    |

### Noorse niet-onafhankelijke gebieden
Spitsbergen maakte eigenlijk integraal onderdeel uit van Noorwegen, maar had volgens het Spitsbergenverdrag een internationaal erkende speciale status met grote autonomie. Jan Mayen viel niet onder het Spitsbergenverdrag, maar werd wel bestuurd door de gouverneur van Spitsbergen. Voor statistische doeleinden was Jan Mayen in ISO 3166 dan ook samengevoegd met Spitsbergen als Spitsbergen en Jan Mayen. Bouveteiland, Peter I-eiland en Koningin Maudland waren afhankelijke gebieden van Noorwegen, maar de (Antarctische) claims op de laatste twee werden internationaal niet erkend.
| Korte landsnaam (Nederlands) | Status                                                 | Korte landsnaam (oorspronkelijke taal/talen) |
| ---------------------------- | ------------------------------------------------------ | -------------------------------------------- |
| Bouvet                       | Afhankelijk gebied                                     | Noors: Bouvetøya                             |
| Jan Mayen                    | Gebied onder bestuur van de gouverneur van Spitsbergen | Noors: Jan Mayen                             |
| Spitsbergen                  | Gebied met speciale status                             | Noors: Svalbard                              |

### Portugese niet-onafhankelijke gebieden
Macau was een Chinees territorium onder Portugees bestuur. Portugees-Timor werd ook geclaimd als een afhankelijk gebied van Portugal, maar was in 1975 door Indonesië bezet en vervolgens geannexeerd.
| Korte landsnaam (Nederlands) | Status               | Korte landsnaam (oorspronkelijke taal/talen) |
| ---------------------------- | -------------------- | -------------------------------------------- |
| Macau                        | Speciaal Territorium | Kantonees: Àomén / 澳門 Portugees: Macau     |